# Christian de Duve
Christian René Marie Joseph de Duve (2. října 1917 – 4. května 2013) byl belgický cytolog a biochemik, nositel Nobelovy ceny za fyziologii a lékařství za rok 1974. Za objevy v oblasti strukturální a funkční organizace buněk ji spolu s ním dostali Albert Claude a George Emil Palade. 

## Život
De Duve se narodil realitnímu agentovi Alphonse de Duve a manželce Madeleine Pungsové ve vesnici Thames Ditton nedaleko Londýna. Jeho rodiče uprchli z Belgie po vypuknutí první světové války. Po válce v roce 1920, ve věku tří let, se on a jeho rodina vrátili do Belgie. Rodina Alphonse a Madeleine de Duve měla sedm dětí.
Christian de Duve se před začátkem studia na Katolické univerzitě v Lovani v roce 1934 vzdělával u jezuitů v Onze-Lieve-Vrouwinstituut v Antverpách. Chtěl se specializovat na endokrinologii a nastoupil do laboratoře belgického fyziologa Josepha P. Bouckaerta. Během jeho posledního roku na lékařské fakultě v roce 1940 Němci napadli Belgii. Byl odveden do belgické armády a vyslán do jižní Francie jako lékař. Tam byl téměř okamžitě Němci zajat. Jeho schopnost mluvit plynně německy a vlámsky mu pomohla přelstít své věznitele. Utekl zpět do Belgie. Pokračoval ve svém lékařském studiu a doktorát získal v roce 1941 v Lovani. Po promoci pokračoval de Duve v primárním výzkumu inzulínu a jeho role v metabolismu glukózy. On (spolu s Earlem Sutherlandem) učinil základní objev, že komerční přípravek inzulínu byl kontaminován dalším hormonem slinivky břišní, antagonistou inzulínu glukagonem. Jeho výzkum inzulinu byl shrnut ve 400 stránkové knize s názvem Glukóza, inzulín a cukrovka (Glucose, Insuline et Diabète), která vyšla v roce 1945 současně v Bruselu a Paříži. Kniha byla zhuštěna do technické disertační práce, která mu v roce 1945 vynesla univerzitní titul agrégation de l'enseignement supérieur (ekvivalent doktorátu).
Aby zvýšil své znalosti biochemie, pracoval 18 měsíců v letech 1946–47 v laboratoři Huga Theorella (který později získal Nobelovu cenu za fyziologii a medicínu v roce 1955) na Nobelově lékařském institutu ve Stockholmu. V roce 1947 získal finanční pomoc od Rockefellerovy nadace a šest měsíců pracoval s Carlem Cori a Gertou Cori na Washingtonské univerzitě v St. Louis (manželé byli společnými nositeli Nobelovy ceny za fyziologii a medicínu v roce 1947).
De Duve byl první, kdo vyslovil hypotézu, že produkce inzulínu (který snižuje hladinu cukru v krvi) stimuluje ukládání glukózy v játrech; také navrhl, že byl zaveden mechanismus k vyrovnání produkce inzulínu a glukagonu za účelem udržení normální hladiny krevního cukru (viz homeostáza). Tato myšlenka byla ve své době hodně sporná, ale jeho znovuobjev glukagonu potvrdil tyto teze. V roce 1953 experimentálně prokázal, že glukagon skutečně ovlivňuje produkci (a tím i příjem) glukózy.
Christian de Duve a jeho tým pokračovali ve studiu mechanismu účinku inzulínu v jaterních buňkách se zaměřením na enzym glukóza 6-fosfatáza, klíčový enzym v metabolismu cukrů (glykolýza). Nedokázali  však enzym vyčistit a izolovat z buněčných extraktů. Vyzkoušeli tedy pracnější postup buněčné frakcionace k detekci enzymové aktivity. To byl okamžik náhodného objevu. K odhadu přesné enzymové aktivity tým přijal postup využívající standardizovaný enzym kyselou fosfatázu; ale zjistili, že aktivita byla neočekávaně nízká, tj. asi 10 % očekávané hodnoty. Pak jednoho dne měřili enzymatickou aktivitu některých purifikovaných buněčných frakcí, které byly skladovány po dobu pěti dnů. K jejich překvapení byla aktivita enzymu zvýšena zpět na aktivitu čerstvého vzorku; a podobné výsledky byly replikovány pokaždé, když byl postup opakován. To vedlo k hypotéze, že nějaký druh bariéry omezoval rychlý přístup enzymu k jeho substrátu, takže enzymy byly schopny difundovat až po určité době. Bariéru popsali jako membránovou. Nepříbuzný enzym (u postupu buněčné frakcionace) pocházel z membránových frakcí, o kterých bylo známo, že jsou to buněčné organely. V roce 1955 je de Duve pojmenoval „lysozomy“, aby odrážely jejich trávicí vlastnosti.
De Duveova práce přispěla k vznikajícímu konsenzu směrem k přijetí endosymbiotické teorie; tato myšlenka předpokládá, že organely v eukaryotických buňkách vznikly jako určité prokaryotické buňky, které začaly žít uvnitř eukaryotických buněk jako endosymbionti . Podle de Duveovy verze se nejprve vyvinuly eukaryotické buňky se svými strukturami a vlastnostmi, včetně schopnosti endocytózou zachytávat potravu a trávit ji intracelulárně. Později byly začleněny prokaryotické buňky, aby vytvořily více organel. De Duve předložil koncept, že peroxisomy, které umožňovaly buňkám odolávat rostoucímu množství volného molekulárního kyslíku v atmosféře rané Země, mohly být prvními endosymbionty.

## Kariéra a výzkum
Od roku 1962 Christian de Duve současně vedl výzkumné laboratoře v Lovani a na Rockefellerově univerzitě a dělil svůj čas mezi New York a Lovaň. Byl profesorem zároveň na Katolické univerzitě v Lovani a na Rockefellerově univerzitě v USA. Roku 1989 byl povýšen do šlechtického stavu.
De Duve je připomínán jako vynálezce důležité vědecké terminologie. Slovo lysozom vymyslel v roce 1955, peroxizom v roce 1966 a autofagii, endocytózu a exocytózu v jedné přednášce na Ciba Foundation Symposium on Lysosomes, která se konala v Londýně ve dnech 12.– 14. února 1963.

## Osobní život
Christian De Duve se oženil s Janine Hermanovou 30. září 1943. Spolu měli dvě dcery a dva syny, z nichž jeden je známý profesor umění Thierry de Duve. Manželka Janine zemřela v roce 2008 ve věku 86 let.